# Agnone
Agnone é uma comuna italiana da região do Molise, província de Isérnia, com cerca de 5.825 habitantes. Estende-se por uma área de 96 km², tendo uma densidade populacional de 61 hab/km². Faz fronteira com Belmonte del Sannio, Capracotta, Carovilli, Castelverrino, Castiglione Messer Marino (CH), Pescolanciano, Pescopennataro, Pietrabbondante, Poggio Sannita, Rosello (CH), Schiavi di Abruzzo (CH), Vastogirardi.

## Demografia
| Variação demográfica do município entre 1861 e 2011                               |
|                                                                                   |
| Fonte: Istituto Nazionale di Statistica (ISTAT) - Elaboração gráfica da Wikipedia |